# Ledce (Hradec Králové)
Ledce é uma comuna checa localizada na região de Hradec Králové, distrito de Hradec Králové‎.